# Hoplolabis fluviatilis
Hoplolabis fluviatilis är en tvåvingeart som först beskrevs av Vaillant 1970.  Hoplolabis fluviatilis ingår i släktet Hoplolabis och familjen småharkrankar. Inga underarter finns listade i Catalogue of Life.